# Mark Pashku
Mark Pashku lub Mark Pashko, Mark Lucgjonaj (ur. 30 sierpnia 1986 w Titogradzie) – czarnogórski pisarz narodowości albańskiej.

## Życiorys
Ukończył szkołę średnią w Tuzi, następnie studiował albanistykę na Uniwersytecie w Prisztinie. W 2014 roku kandydował do rady miasta Tuzi z ramienia Albańskiej Alternatywy.
W 2021 roku został uhonorowany Nagrodą im. Rexhaia Surroia za utwór pt. Humbja, który następnie został przetłumaczony na język angielski.

## Książki[1]
- Zhurma e mendimeve (2014)
- Fshati i heshtjes (2016)
- Ligji i maskave (2017)
- Humbja (2022)
- Livia (2024)